# Fabio Malberti
Fabio Malberti (Desio, 16 novembre 1976) è un ex ciclista su strada italiano.

## Biografia
Nato nel 1976 a Desio, allora in provincia di Milano, ha ottenuto i maggiori successi nel 1997, a 21 anni, conquistando con la San Pellegrino - Bottoli - Artoni la Piccola Coppa Agostoni, la Milano-Tortona, una semitappa al Giro delle Regioni e la classifica generale e a punti di quest'ultimo e in nazionale l'oro nella cronometro ai Giochi del Mediterraneo di Bari, un argento europeo a Villaco, dietro al francese Guillaume Auger, ma soprattutto l'oro nella cronometro Under-23 ai Mondiali di San Sebastián, nei quali è arrivato invece 60º nella gara in linea Under-23. Per la stagione 1997 ha vinto il premio come miglior Under-23 agli Oscar TuttoBici.
Passato professionista nel 1998, a 22 anni, con l'Asics-CGA, nello stesso anno ha preso parte alla Cronometro Elite ai Mondiali di Valkenburg aan de Geul, terminando 15º, a 1'57" dal vincitore, lo spagnolo Abraham Olano. Con l'Asics ha partecipato alla Milano-Sanremo 1998, chiudendo 150º.
Ha preso parte alla Milano-Sanremo anche nel 1999, con la Riso Scotti, terminando 65º. Sempre nel 1999 ha partecipato alla Liegi-Bastogne-Liegi, non portandola a termine, e ha ottenuto l'unica vittoria da professionista, una tappa a cronometro (l'8ª) alla Vuelta a la Argentina.
Trasferitosi all'Amica Chips nel 2000 e alla Liquigas nel 2001, in quest'ultimo anno ha partecipato alla Milano-Sanremo, chiudendo 22º, e alla Liegi-Bastogne-Liegi, non riuscendo di nuovo a concluderla.
Ha chiuso la carriera nel 2002, a 26 anni, dopo una stagione con i portoghesi della LA Alumínios.

## Palmarès
- 1997 (San Pellegrino - Bottoli - Artoni, Under-23, 4 vittorie)

Piccola Coppa Agostoni
Milano-Tortona
1ª tappa 1ª semitappa Giro delle Regioni (Montefiascone > Gradoli)
Classifica generale Giro delle Regioni
- 1999 (Riso Scotti, 1 vittoria)

8ª tappa Vuelta a la Argentina (Merlo, cronometro)

## Altre vittorie
- 1997

Classifica a punti Giro delle Regioni
Giochi del Mediterraneo, Cronometro

## Piazzamenti

### Classiche monumento
- Milano-Sanremo

1998: 150º
1999: 65º
2001: 22º
- Liegi-Bastogne-Liegi

1999: ritirato
2001: ritirato

### Competizioni mondiali
- Campionati del mondo

San Sebastián 1997 - In linea Under-23: 60º
San Sebastián 1997 - Cronometro Under-23: vincitore
Valkenburg aan de Geul 1998 - Cronometro Elite: 15º